# ديك توربين
ديك توربين (و. 1705 – 1739 م) هو قاطع طرق ‏ من مملكة بريطانيا العظمى، ولد في هيمبستيد، إسكس، توفي في كنافسمير، عن عمر يناهز 34 عاماً، بسبب الشنق. وقد أُشيد بمآثره بعد إعدامه في يورك بتهمة سرقة الخيول. ربما سار توربين على خطى والده في مهنة الجزار في بداية حياته، ولكن بحلول أوائل ثلاثينيات القرن الثامن عشر، انضم إلى عصابة لصوص غزلان، وأصبح لاحقًا صيادًا غير شرعي، ولصًا، وسارق خيول، وقاتلًا. يُعرف أيضًا برحلته الخيالية التي قطعها ليلًا لمسافة 320 كيلومترًا (200 ميل) من لندن إلى يورك على ظهر حصانه "بلاك بيس"، وهي قصة اشتهرت على يد الروائي الفيكتوري ويليام هاريسون إينسوورث بعد حوالي 100 عام من وفاته.